# Первомайская волость (Новосокольнический район)

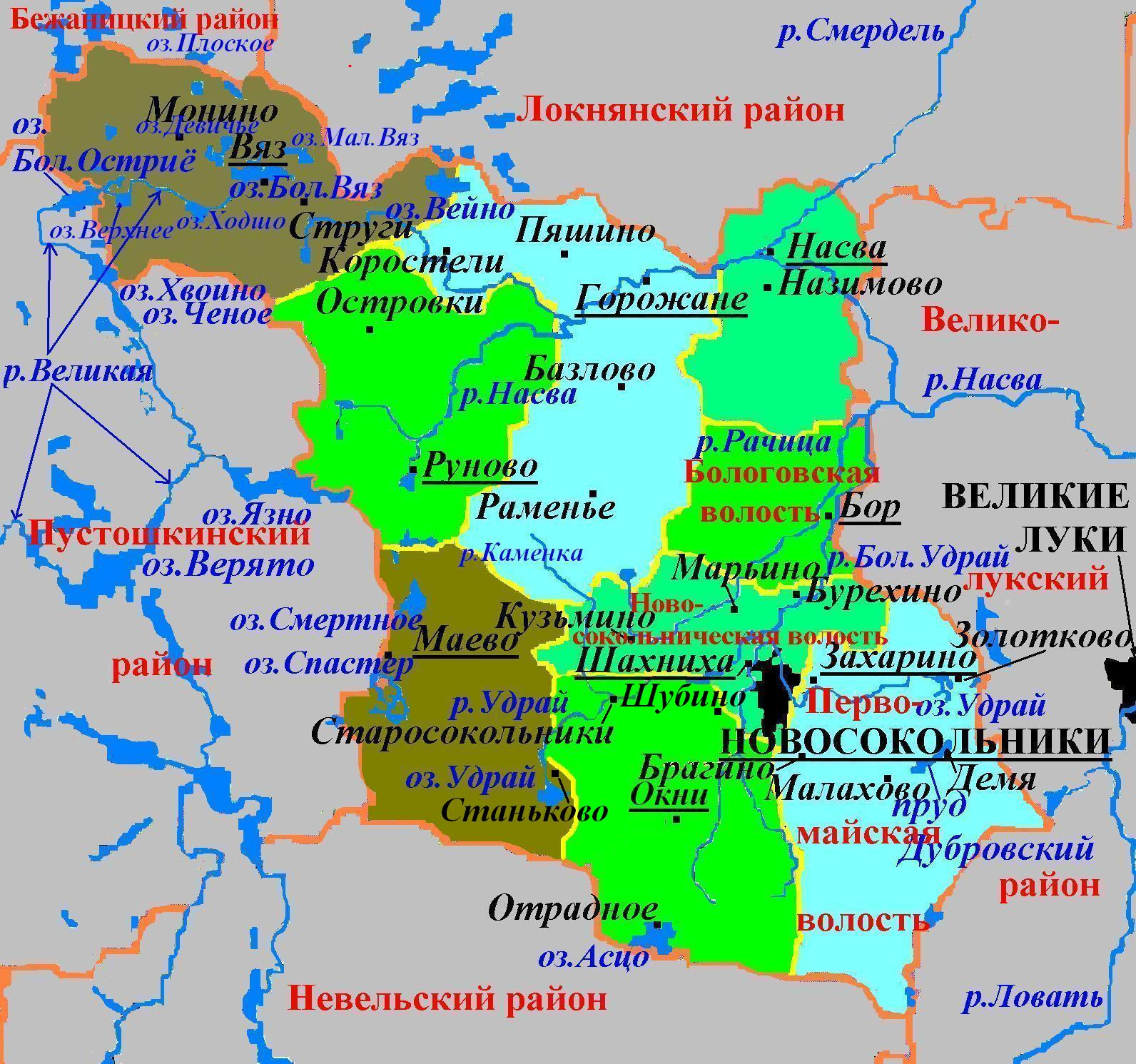
Административное деление Новосокольнического района в 2005—2015 гг.

Первомайская волость — упразднённая административно-территориальная единица 3-го уровня и бывшее муниципальное образование со статусом сельского поселения в Новосокольническом районе Псковской области России.
Административный центр — деревня Захарино.

## География
Территория волости граничила на западе с Окнийской и Новосокольнической волостями и городским поселением Новосокольники, на севереро-востоке и востоке — с Великолукским районом, на юге — с Невельским районом Псковской области.
На территории волости расположены озёра: Удрай или Удрай Малый (1,5 км², глубиной до 6,6 м), пруд Дубровский (0,15 км²) и др.

## Население
| 2002 | 2010 | 2012 | 2013 | 2014 | 2015 |
| ---- | ---- | ---- | ---- | ---- | ---- |
| 1036 | ↘672 | ↘666 | ↗669 | ↗682 | ↘672 |

## Населённые пункты
В состав Первомайской волости входило 16 деревень: Афанасово, Брагино, Житово, Жолобово, Захарино, Золотково, Дольшино, Олохово, Демя, Ловно, Малахово, Максимиха, Марково, Мошино, Пехово, Репейки.

### Упразднённые населённые пункты
Деревня Гущино упразднена Законом Псковской области от 29 декабря 2014 года.

## История
Постановлением Псковского областного Собрания депутатов от 26 января 1995 года все сельсоветы в Псковской области были переименованы в волости, в том числе Первомайский сельсовет был превращён в Первомайскую волость.
Законом Псковской области от 28 февраля 2005 года в границах волости было также создано муниципальное образование Первомайская волость со статусом сельского поселения с 1 января 2006 года в составе муниципального образования Себежский район со статусом муниципального района.
В апреле 2015 года волость была упразднена и вошла в состав новообразованного сельского поселения Пригородная волость с административным центром в городе Новосокольники.